# Heylshof

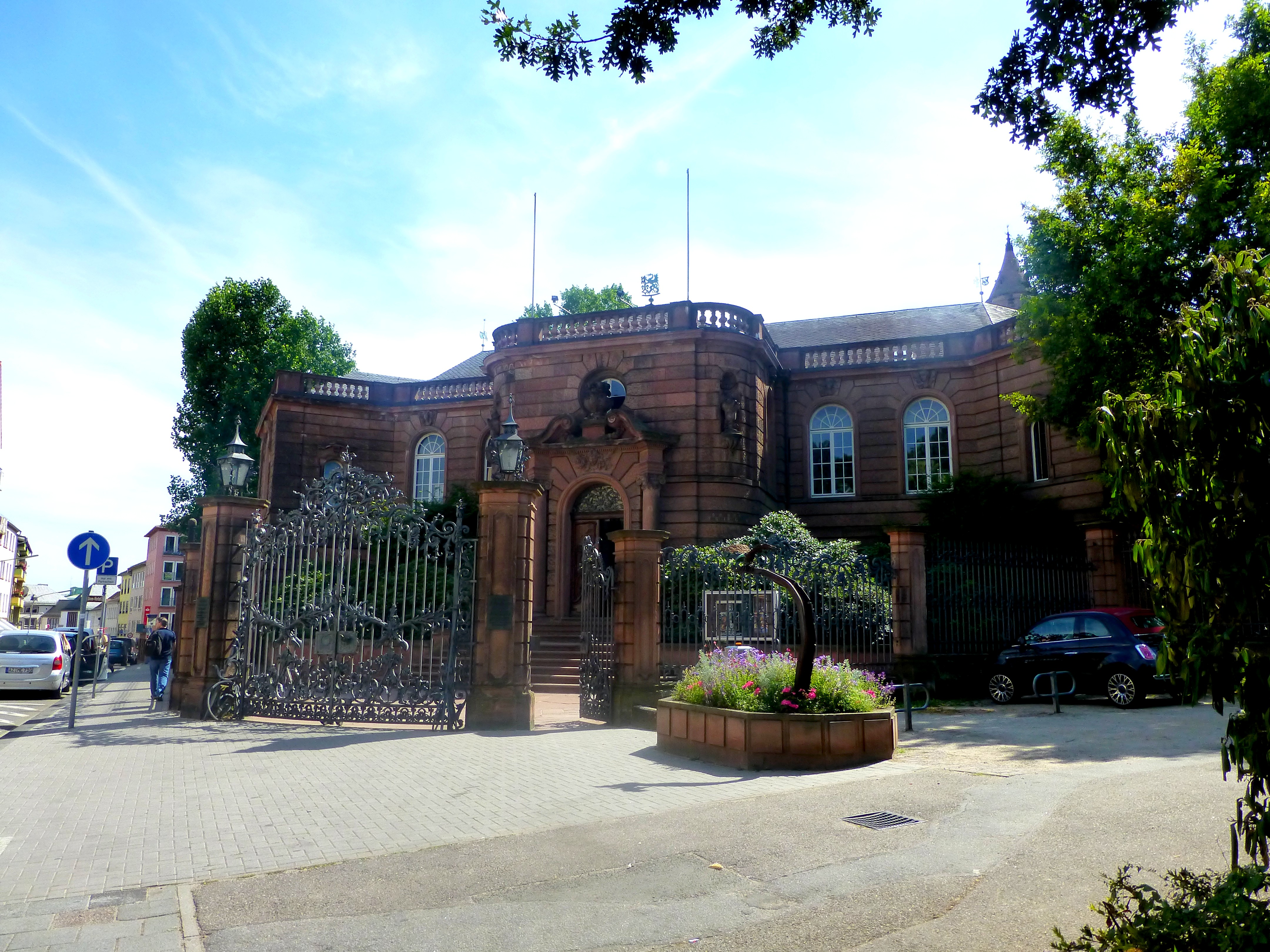
Der Heylshof in Worms

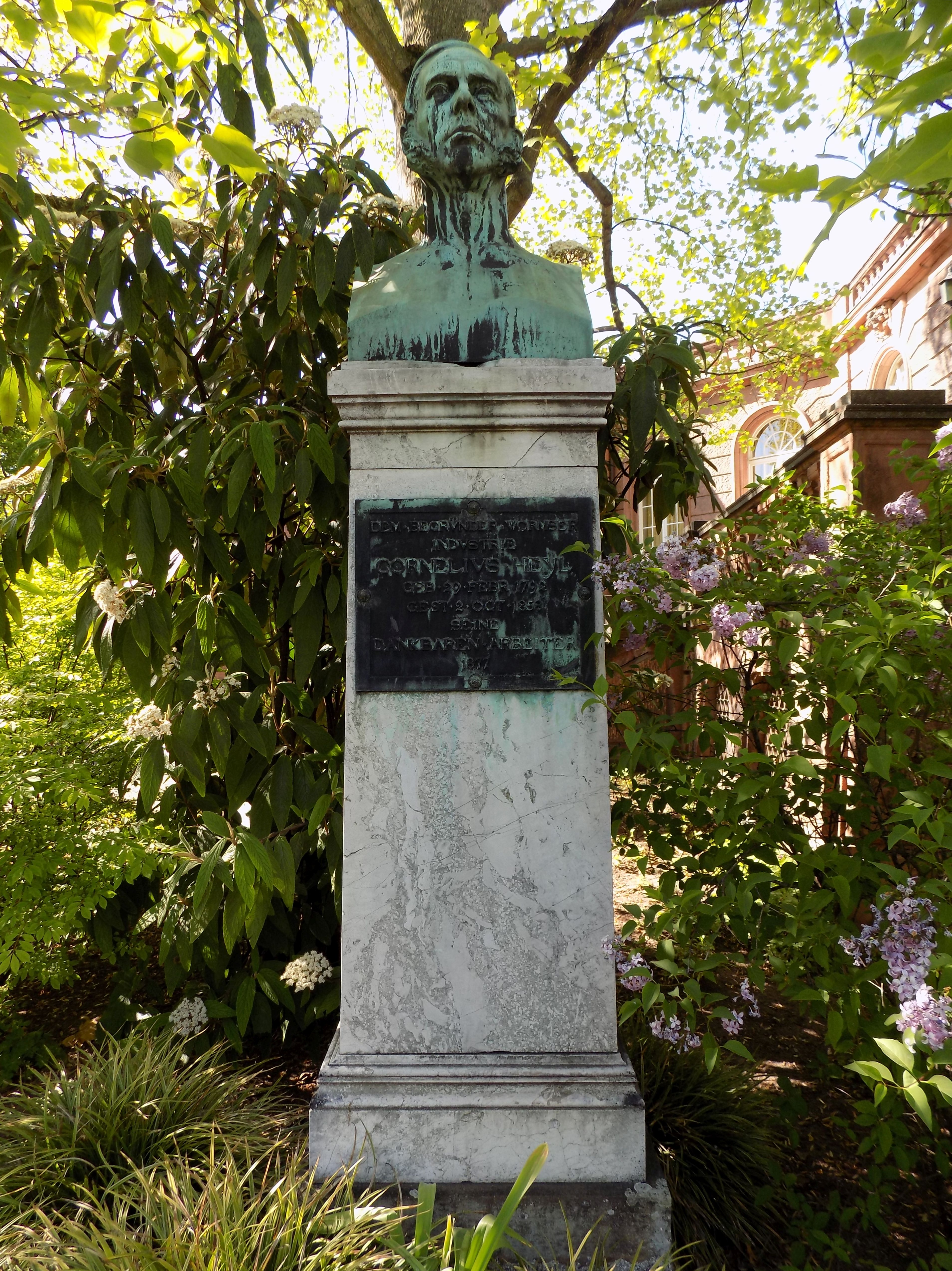
Heylsbüste im Garten des Heylshofs

Der Heylshof (auch Museum Kunsthaus Heylshof oder Stiftung Kunsthaus Heylshof) ist ein unter Denkmalschutz stehendes Museum mit einer großzügig gestalteten Gartenanlage in der rheinland-pfälzischen Stadt Worms.

## Geschichte
Die Familie Heyl kam 1805 in den Besitz des ehemals fürstbischöflichen Gartens nördlich des Domes. Das Gelände wird an der Westseite von den Resten der mittelalterlichen Stadtmauer begrenzt. An dieser Stelle stand der traditionsreiche Wormser Bischofshof, anstelle der ursprünglichen Königspfalz, der unter Beteiligung Balthasar Neumanns 1719–1725 als langgestreckter Bau mit Seitenflügeln neu erbaut wurde, dessen Mittelrisalit in Richtung des Schloßplatzes wies. Bereits 1794 wurde die neue fürstbischöfliche Residenz wieder zerstört.
Der repräsentative Bau des Heylshofs wurde zwischen 1881 und 1884 von dem Schweizer Architekten Alfred Friedrich Bluntschli, der ein Schüler Sempers war, im Stil des Neobarock erschaffen und diente Cornelius Wilhelm Heyl, seiner Ehefrau Sophie von Heyl zu Herrnsheim (geborene Stein) und ihren Kindern als Palais, nachdem das zuvor als Wohnhaus genutzte Gebäude, das Heyls-Schlößchen, zu klein geworden war. Cornelius Wilhelm von Heyl vermachte mit seiner Ehefrau, der Freifrau Sophie von Heyl, das Gebäude und den dazugehörigen Garten an die Stadt Worms.
Das Gebäude wurde im Frühjahr 1945 bei einem Luftangriff teilzerstört und, nur noch eingeschossig, mit Walmdach wiederhergestellt. Seit 1961 ist es wieder öffentlich als „Kunsthaus Stiftung Heylshof“ zugänglich.

## Heutige Nutzung
Der Heylshof ist heute in erster Linie ein Museum der Stadt Worms. Seit 1925 befindet sich hier die Kunstsammlung der Familie von Heyl, die unter anderem aus deutscher, französischer und niederländischer Malerei, Porzellan und Keramik besteht, welche, durch rechtzeitige Verbringung an sichere Orte, die Kriegsschäden überstand. Der Heylshof erfüllt aber auch andere Zwecke, wie beispielsweise bei den Nibelungenfestspielen, wenn sein Gartenareal als Theaterfoyer genutzt wird. Des Weiteren gibt es regelmäßig Wechselausstellungen verschiedener, auch zeitgenössischer Künstler.

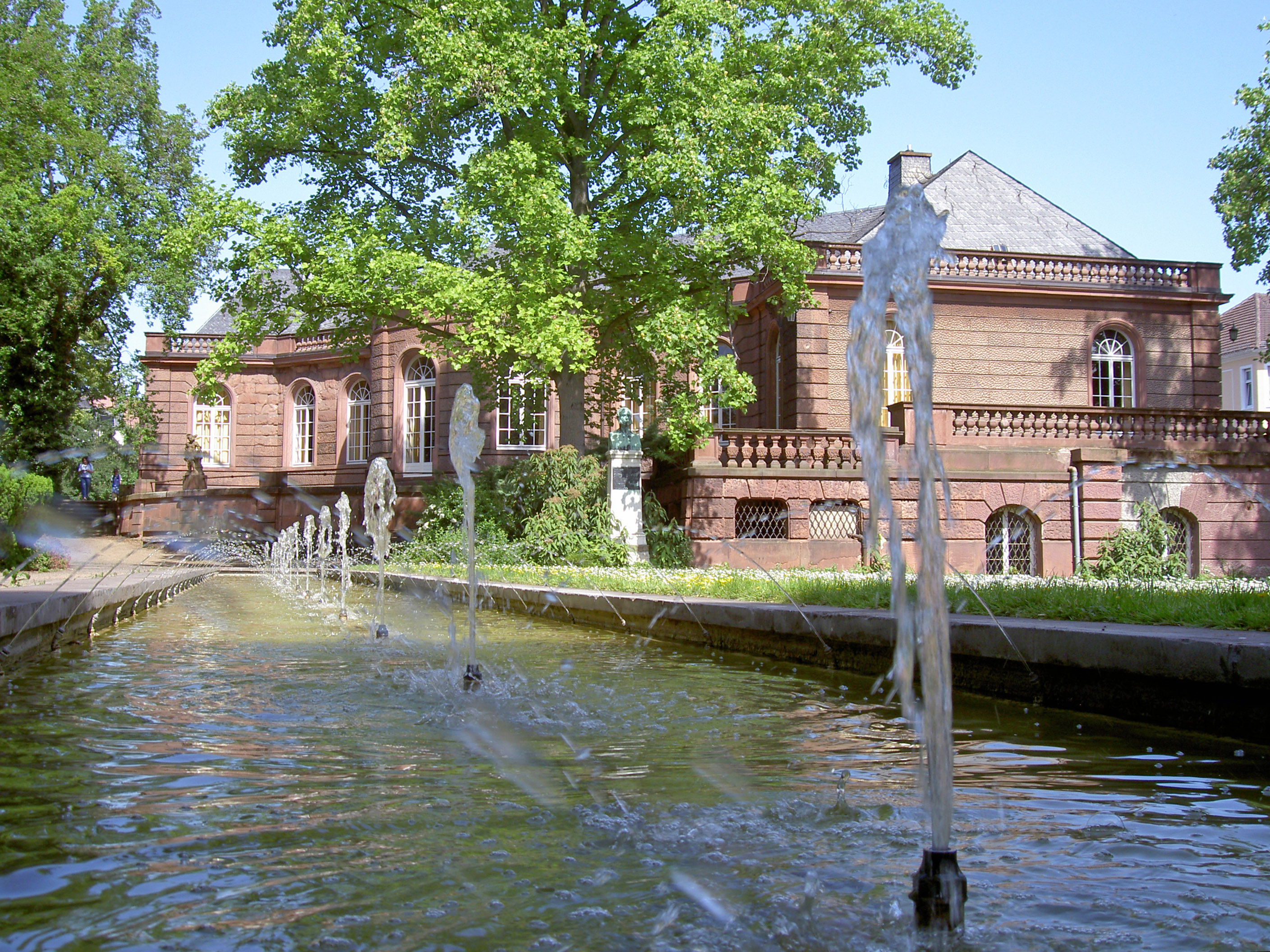
Gartenansicht

Erwähnens- und sehenswert sind der schmiedeeiserne Zaun mit Tor und das am Gebäude befindliche Portal mit geschnitzten hölzernen Türflügeln des Bildhauers Lorenz Gedon sowie der im Innern befindliche Treppenaufgang.
Die westliche Begrenzung des Gartens ist ein Teil des inneren Mauerringes der mittelalterlichen Stadtbefestigung Worms, die in romantisierender Form als Staffage-Bau in den Park einbezogen ist. Die Ausmalung in den Bögen stammt von Agathe Sander, wohl aus den 1960er Jahren. Auf dem Gartengelände existiert ein (heute vergitterter) Kellereingang zum Dom aus dem Jahr 1719. Des Weiteren sind Fragmente von Skulpturen erhalten, wie auch ein Teilstück der aus dem Mittelalter stammenden Stadtbefestigung an der nordwestlichen Seite mit dem Herkulesbrunnen.
2015 wurde das Bismarckdenkmal, ursprünglich von Cornelius Wilhelm Heyl gestiftet und nach 1945 eingelagert, im westlichen Teil des Gartens aufgestellt.
Der 2017 errichtete Gedenkort Die Großen Schuhe Luthers befindet sich am östlichen Ende des Geländes.